# Faster, Pussycat! Kill! Kill!
Faster, Pussycat! Kill! Kill! är en amerikansk kultfilm från 1965 i regi av Russ Meyer. Filmen är en actionkomedi och placeras ofta i b-filmfacket, har satt ett stort avtryck i popkulturen och räknas av många som Russ Meyers bästa film. Filmen utmanade samtiden genom sitt stora innehåll av vålds- och sexinslag. 
Huvudrollen innehas av Tura Satana som spelar den våldsamma Varla, ledaren för tre go-go-dansöser som kör ut i öknen med varsin sportbil där de slåss och dödar med karateslag. De övriga huvudrollerna spelas av Haji och Lori Williams. 

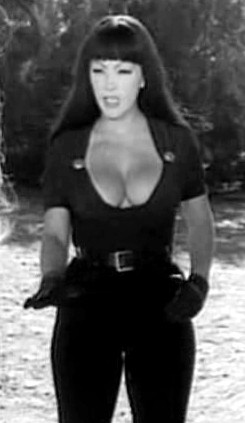
Tura Satana i rollen som Varla.

## Rollista
| Tura Satana   | – Varla  |
| Haji          | – Rosie  |
| Lori Williams | – Billie |
| Ray Barlow    | – Tommy  |
| Sue Bernard   | – Linda  |